# Indische Cricket-Nationalmannschaft in Sri Lanka in der Saison 2010
Die Tour der indischen Cricket-Nationalmannschaft nach Sri Lanka in der Saison 2010 fand vom 18. Juli bis zum 7. August 2010 statt. Die internationale Cricket-Tour war Bestandteil der Internationalen Cricket-Saison 2010 und umfasste drei Tests. Die Serie endete 1–1 unentschieden.

## Vorgeschichte
Beide Mannschaften bestritten zuvor den Asia Cup 2010. Dort besiegte Indien im Finale Sri Lanka mit 81 Runs. Das letzte Aufeinandertreffen der beiden Mannschaften bei einer Tour fand in der Saison 2009/10 in Indien statt.

## Stadien
Die folgenden Stadien wurden als Austragungsorte vorgesehen und am 18. Juni 2010 bekanntgegeben.
| Stadion                                 | Stadt   | Kapazität | Spiele  |
| --------------------------------------- | ------- | --------- | ------- |
| Paikiasothy Saravanamuttu Stadium (PSS) | Colombo | 15.000    | 3. Test |
| Sinhalese Sports Club Ground (SSC)      | Colombo | 10.000    | 2. Test |
| Galle International Stadium             | Galle   | 35.000    | 1. Test |

## Kaderlisten
Indien benannte seinen Kader am 26. Juni 2010.
Sri Lanka benannte seinen Kader am 9. Juli 2010.
| Test | Test |
| Sri Lanka | Indien |
| --- | --- |
| - Kumar Sangakkara (K) - Muttiah Muralitharan (VK) - Tillakaratne Dlishan - Dilhara Fernando - Rangana Herath - Mahela Jayawardene - Prasanna Jaywardene (wk) - Suraj Randiv - Thilina Kandamby - Lasith Malinga - Angelo Mathews - Tharanga Paranavitana - Dhammika Prasad - Thilan Samaraweera - Lahiru Thirimanne - Chanaka Welegedara | - MS Dhoni (K) - Virender Sehwag (VK) - Rahul Dravid - Gautam Gambhir - Harbhajan Singh - Zaheer Khan - VVS Laxman - Amit Mishra - Abhimanyu Mithun - Pragyan Ojah - Munaf Patel - Shuresh Raina - Wriddhiman Saha (wk) - Ishant Sharma - Sreesanth - Sachin Tendulkar - Mulali Vijay - Yuvraj Singh |

## Tour Matches
| 13. – 15. Juli Scorecard | Colombo (CCC) | SL Board President’s XI 514-9d (104.3) | – | Indians 291 (64.2) |
|                          |               | Remis                                  |   |                    |

## Tests

### Erster Test in Galle
| 18. – 22. Juli Scorecard | Galle | Sri Lanka 520-8d (124) & 96-0 (14.1) | – | Indien 276 (65) & 338 (115.4) (f/o) |
|                          |       | Sri Lanka gewinnt mit 10 Wickets     |   |                                     |

### Zweiter Test in Colombo
| 26. – 30. Juli Scorecard | Colombo (SSC) | Sri Lanka 642-4d (159.4) & 129-3 (45) | – | Indien 707 (225.2) |
|                          |               | Remis                                 |   |                    |

### Dritter Test in Colombo
| 3. – 7. August Scorecard | Colombo (PSS) | Sri Lanka 425 (138) & 267 (85.2) | – | Indien 436 (106.1) & 258-5 (68.3) |
|                          |               | Indien gewinnt mit 5 Wickets     |   |                                   |

## Statistiken
Die folgenden Cricketstatistiken wurden bei dieser Tour erzielt.
| Tests                 | Tests      | Tests   | Tests   | Tests   | Tests   | Tests   | Tests   | Tests   |
| Batting               | Batting    | Batting | Batting | Batting | Batting | Batting | Batting | Batting |
| Spieler               | Mannschaft | Spiele  | Innings | Runs    | Average | HS      | 100s    | 50s     |
| --------------------- | ---------- | ------- | ------- | ------- | ------- | ------- | ------- | ------- |
| Kumar Sangakkara      | Sri Lanka  | 3       | 5       | 467     | 116,75  | 219     | 2       | 1       |
| Sachin Tendulkar      | Indien     | 3       | 5       | 390     | 78,00   | 203     | 1       | 2       |
| Virender Sehwag       | Indien     | 3       | 5       | 348     | 69,60   | 109     | 2       | 1       |
| Thilan Samaraweera    | Sri Lanka  | 3       | 5       | 306     | 153,00  | 137*    | 1       | 2       |
| Tharanga Paranavitana | Sri Lanka  | 3       | 6       | 292     | 58,40   | 111     | 2       | 0       |
| Bowling               |            |         |         |         |         |         |         |         |
| Spieler               | Mannschaft | Spiele  | Overs   | Wickets | Average | BBI     | 5W      | 10W     |
| Suraj Randiv          | Sri Lanka  | 2       | 127.1   | 11      | 34,90   | 5/82    | 1       | 0       |
| Lasith Malinga        | Sri Lanka  | 2       | 72      | 10      | 27,30   | 5/50    | 1       | 0       |
| Muttiah Muralitharan  | Sri Lanka  | 1       | 61.4    | 8       | 23,87   | 5/63    | 1       | 0       |
| Pragyan Ojha          | Indien     | 3       | 164     | 8       | 64,37   | 4/115   | 0       | 0       |
| Virender Sehwag       | Indien     | 3       | 59      | 7       | 27,57   | 3/51    | 0       | 0       |
| Ishant Sharma         | Indien     | 3       | 99      | 7       | 61,71   | 3/72    | 0       | 0       |

## Player of the Series
Als Player of the Series wurden die folgenden Spieler ausgezeichnet.
| Serie | Player of the Series |
| ----- | -------------------- |
| Test  | Virender Sehwag      |

### Player of the Match
Als Player of the Match wurden die folgenden Spieler ausgezeichnet.
| Spiel   | Player of the Match |
| ------- | ------------------- |
| 1. Test | Lasith Malinga      |
| 2. Test | Kumar Sangakkara    |
| 3. Test | VVS Laxman          |